# 游牧

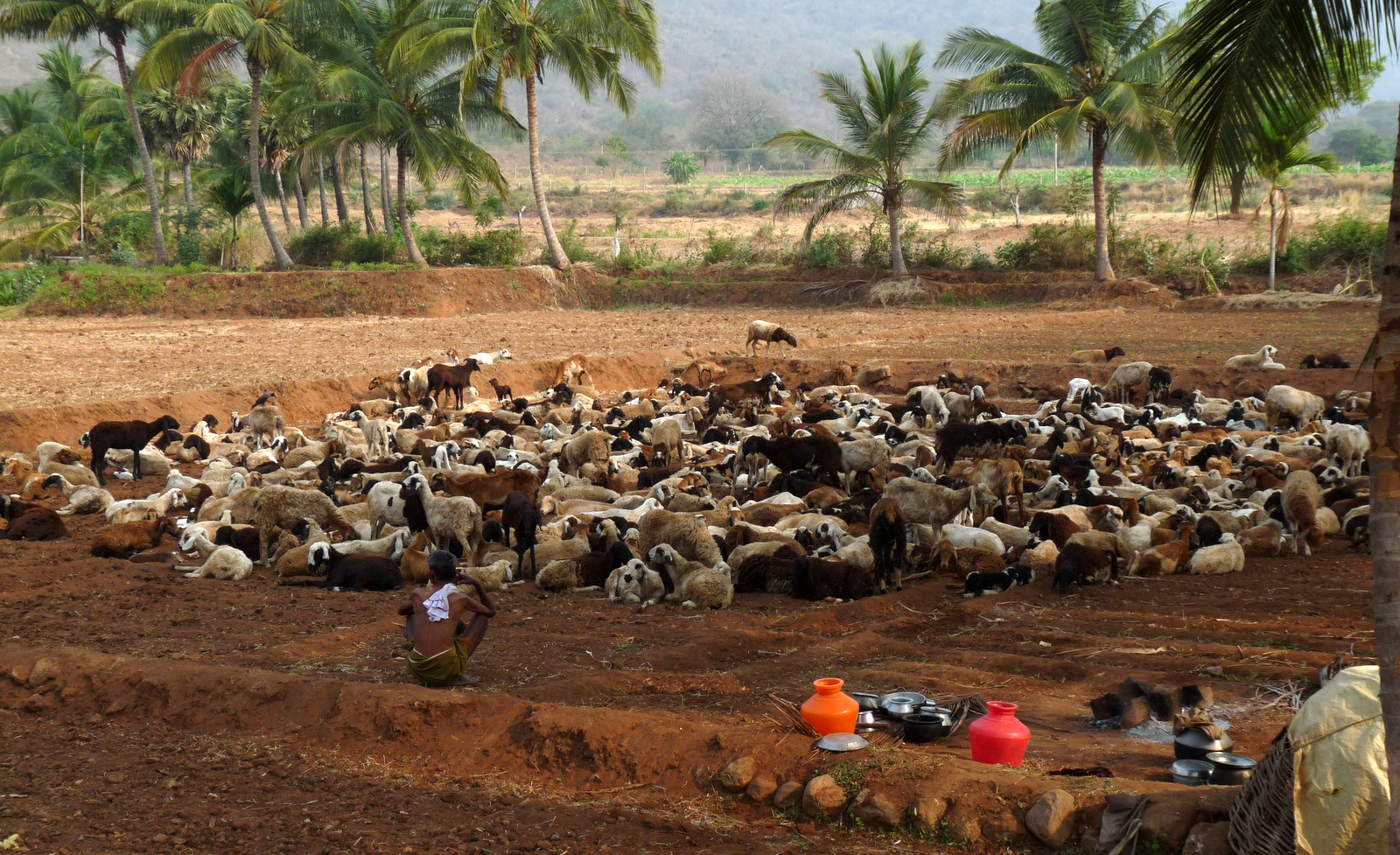
印度坦米爾納德邦的游牧人

遊牧（nomadic pastoralism）是指通过不确定周期的游居迁徙的方式反复更换牧地，管理一种或几种食草牲畜而获得生活资源的畜牧生产方式。牧民、畜群和天然牧草是形成游牧的基本要素，移动则是游牧自成体系的联系纽带。真正的游牧民族不遵循规则的运动方式，这一点区别于有固定的季节性牧场的移牧。但是通常无法观察到这两者的区别，“游牧”适用于两种情况——在历史上往往无法弄清楚移居的规律。放牧的牲畜包括牛、水牛、美洲驼、绵羊、山羊、驯鹿、马、驴、骆驼中的一种或多种动物。游牧通常在耕地少的地区进行，特别是在欧亚大陆农业区以北的草原地区。全世界估计有三到四千万游牧民，大多数人生活在中亚、北非和西非的萨赫勒地区，例如富拉尼人、图阿雷格人和图布人，还有一些生活在中东，如传统贝都因人，以及非洲其他地区，如尼日利亚和索马里。如果在两个连续的放牧期之间不能完全恢复土地，那么不断增加的牲畜数量可能会导致一个地区过度放牧和荒漠化。越来越多的土地围栏减少了此类土地数量。各种退化原因影响牧场的程度大小存在大量不确定性，已确定的原因包括过度放牧、采矿、农业开垦、虫害和啮齿动物、土壤特性、地质构造活动和气候变化。同时，有人坚持认为某些问题（例如过度放牧）可能被夸大了，而其他一些因素（例如气候变化、采矿和农业开垦）则可能被低估了。在这一语境下，与非生物因素相比，人类行为对草原的长期影响也存在不确定性。

## 起源和生活方式

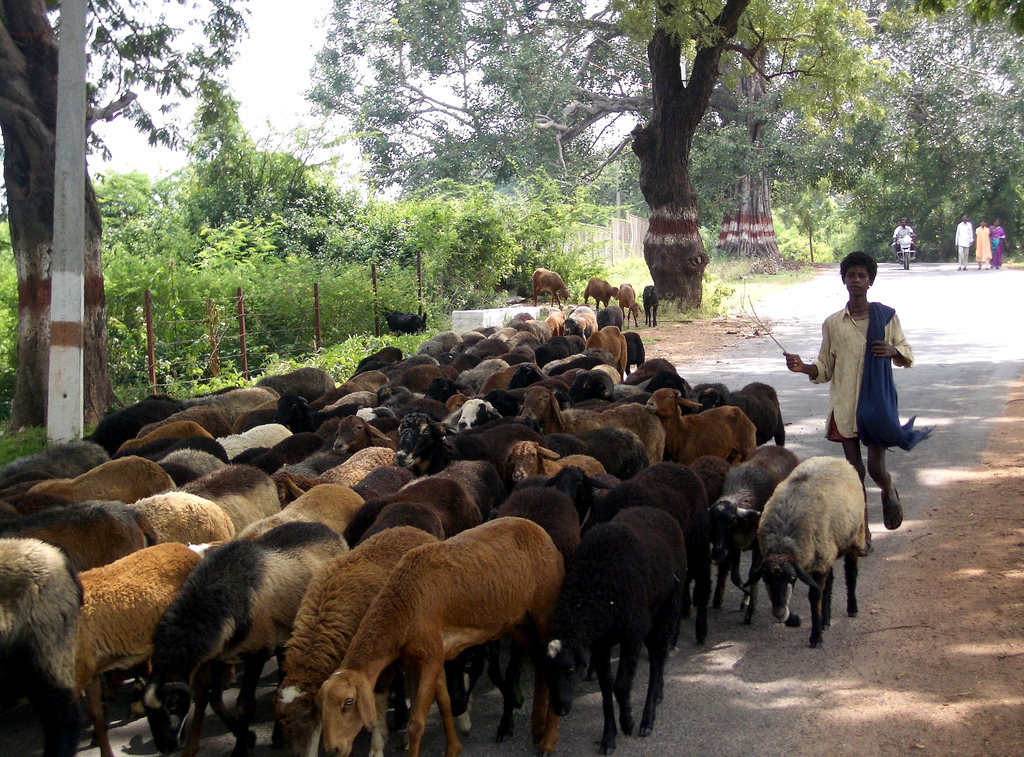
印度一个牧羊的男孩

游牧是新石器革命和农业兴起的结果。在新石器革命中，人类开始驯养动植物作为食物，并开始形成城市。游牧者通常与这种定居的文化共存，用动物产品（肉、皮、毛、奶酪和其他动物产品）从定居者手中换取他们无法生产的制成品。亨利·弗莱施初步认为，黎巴嫩新石器时代牧羊产业或许可追溯到后旧石器时代，且可能已存在于贝卡谷地的首批牧羊文化之一。安德鲁·谢拉特（Andrew Sherratt）证明“早期的农业人口主要将牲畜用于肉食，并且随着农业逐渐适应新条件，特别是在半干旱地区，人们探索了其他用途。”。

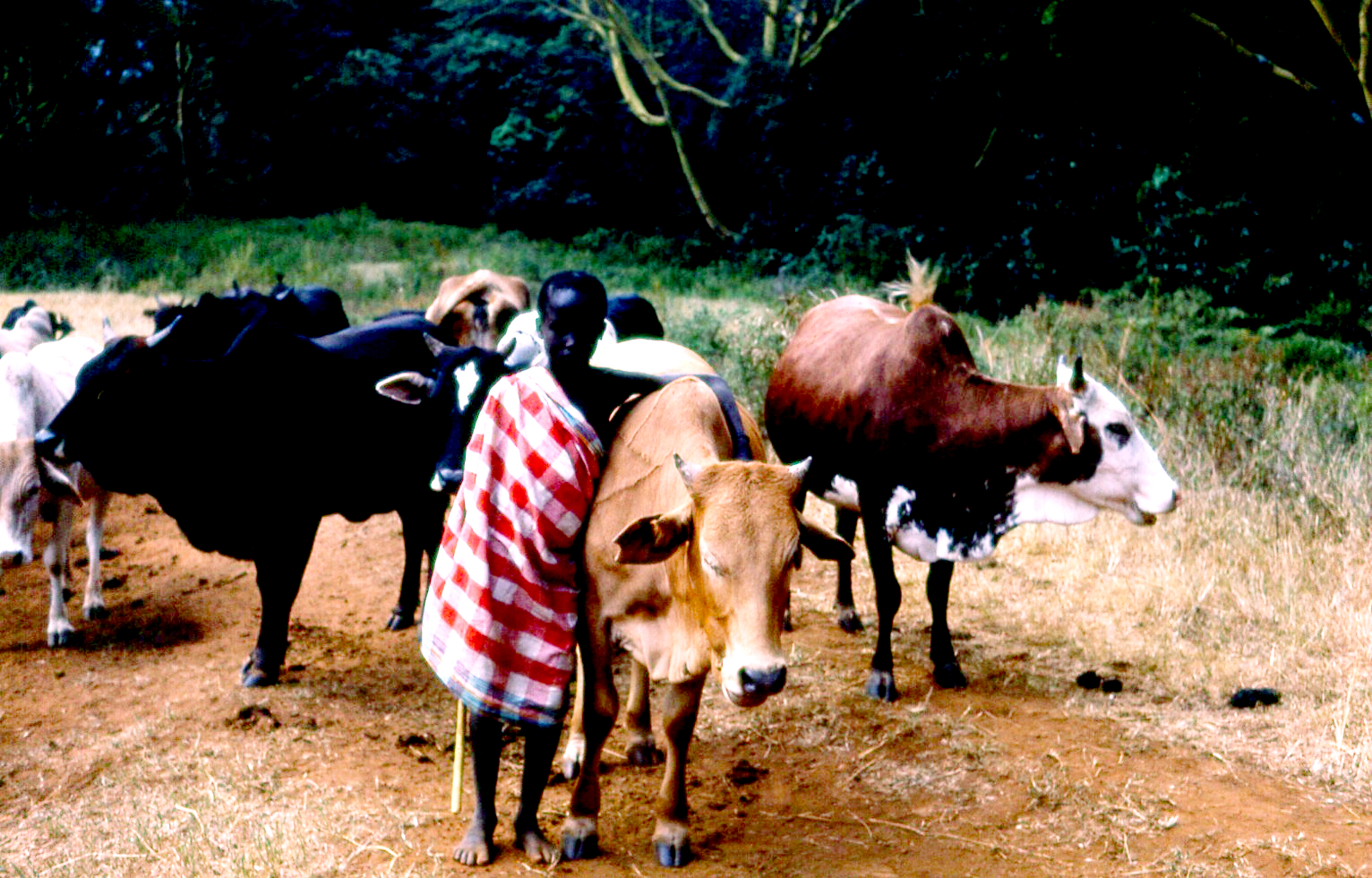
肯尼亚一名年轻的马赛牧牛人

过去人们曾认为，游牧民族在考古学上没有留下痕迹或处于赤贫状态，但是这一看法已受到了挑战，对于许多古代欧亚游牧民来说，情况并非如此。游牧地点的识别基于以下几点：位置在农业地区之外，没有谷物或谷物加工设备，有限且具特色的建筑，大量的绵羊和山羊骨头以及与现代游牧民族的人种学近似。朱里斯·扎林斯提出，游牧活动是在公元前6200年的气候危机之后开始的一种生活方式，当时，制作哈里夫陶器的狩猎采集者在西奈半岛与许多前陶器时代B的农耕者融合，形成了Munhata文化，这是一种以动物驯化为基础的游牧生活方式，发展为Yarmoukian文化，然后进一步发展为环阿拉伯游牧文化群，并传播原始闪米特语言。
在青铜时代中亚，游牧人口与小米和小麦的早期传播有关，该地区后来成为丝绸之路的中心。到中亚的中世纪时期，游牧民族的饮食体现出了同位素多样性，这表明了多种生存策略和生产方式的共同存在。

### 季节性游牧模式

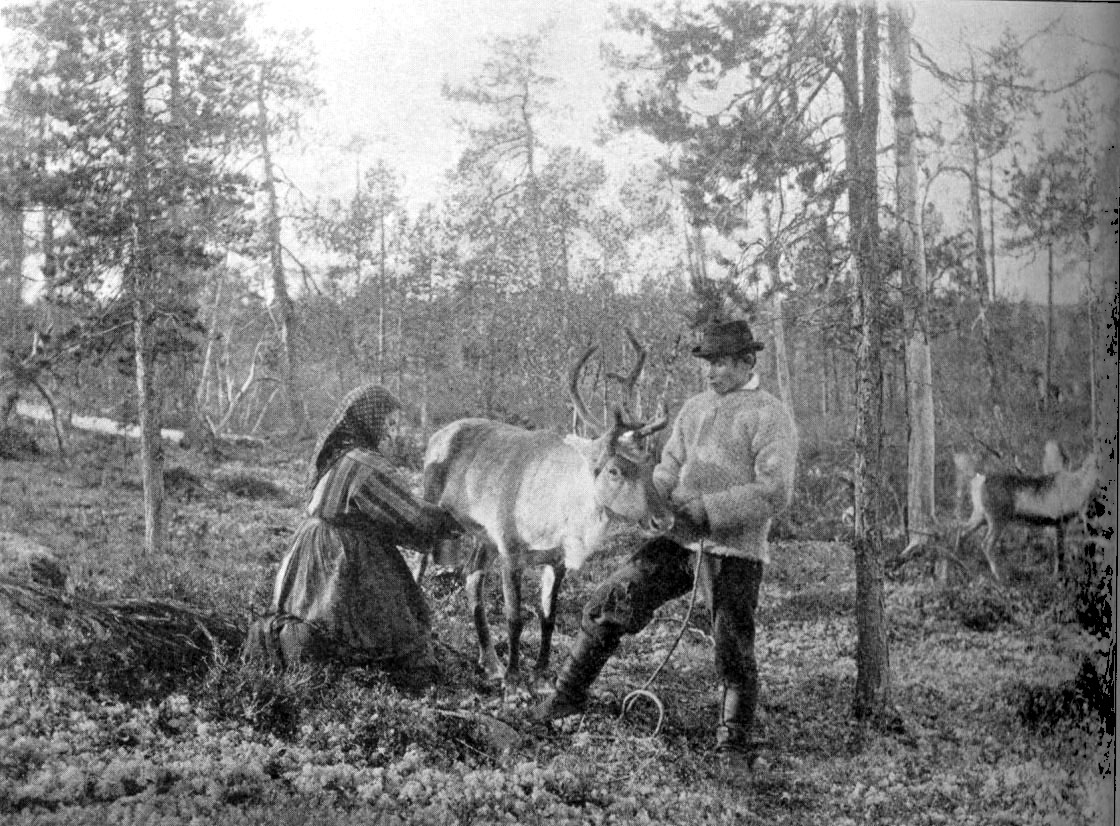
19世纪末，芬兰西部，驯鹿挤奶

通常，传统的游牧民族形成了季节性的迁徙模式。北半球正常游牧周期的一个例子是：
- 春（四月初至六月末）：迁徙；
- 夏（六月末至九月末）：较高处的牧场；
- 秋（九月中旬至十一月末）：迁徙；
- 冬（十二月至三月末）：荒漠平原[15]。

在该例子中移动距离约为180-200公里。每年在同一地点建立营地，通常在这条迁移路线的至少一个地方建有半永久性住所。
在一些亚区如乍得，游牧周期如下：
- 雨季，游牧者居住在舒适住宿的村庄，这些村庄通常由坚固的材料制成，例如粘土。当其他人在旱季迁徙牛群时，老人和妇女仍留在村庄。
- 旱季，人们将牧群迁往临时的南部村庄，然后向内陆移动，住在帐篷营地[16]。

## 分布

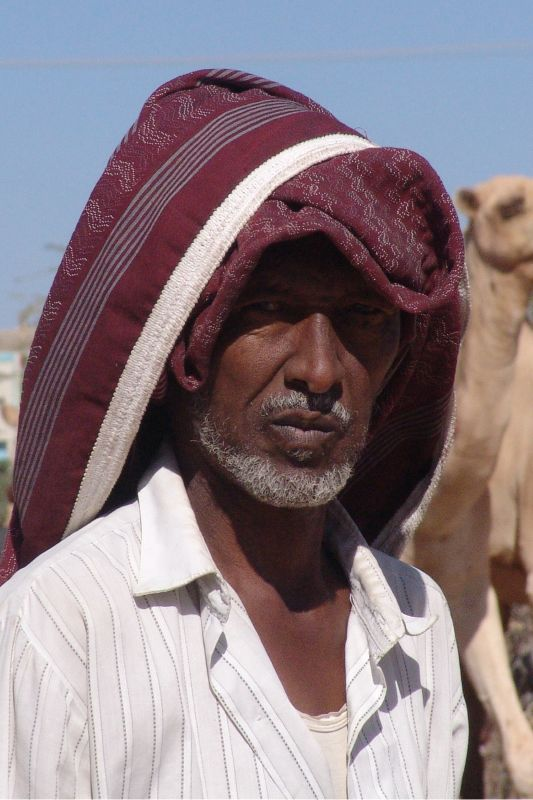
索马里哈尔格萨的一名骆驼商人

历史上，游牧遍及地球上较为贫瘠的地区：在低降雨地区，例如贝都因人居住的阿拉伯半岛以及索马里人居住的东北非洲（其中骆驼、绵羊和山羊最为普遍）；在气候恶劣的地区，例如北欧和俄罗斯，移牧也很常见，如萨米人、涅涅茨人和楚科奇人。全世界估计有三到四千万游牧民。游牧民族和半游牧民族在沙特阿拉伯（可能少于3％）、伊朗（4％）和阿富汗（至多10％）等国家中占重要地位，但呈下降趋势。除了利比亚和毛里塔尼亚外，他们在北非国家的人口占比不到2％。
自史前晚期以来，欧亚大草原一直是游牧民的主要居住地，以他们周围的定居社会赋予的名字而为人所知，包括青铜时代的原始印欧人和稍微的原始印度-伊朗人、斯基泰人、萨尔马提亚人、辛梅里亚人、馬薩革泰人、阿兰人、佩切涅格人、库曼人、钦察人、塞迦人、葛逻禄人、月氏、乌孙、羯、匈奴、鲜卑、契丹、潘诺尼亚阿瓦尔人、准噶尔、突厥人。
蒙古国、俄罗斯和中国的蒙古人以及东欧和中亚的鞑靼人或突厥语民族曾是游牧民族，他们在条件严酷的欧亚大草原上进行游牧或移牧生活。这些人群中的一部分一直到今天依然是游牧的。在蒙古，约40％的人口继续过着传统的游牧生活方式。在中国，约有500多万牧民生活在牧区，1100多万人生活在半牧区，也就是说游牧或半游牧人口总数超过1600万，他们一般生活在偏远、分散和资源较为贫乏的社区。

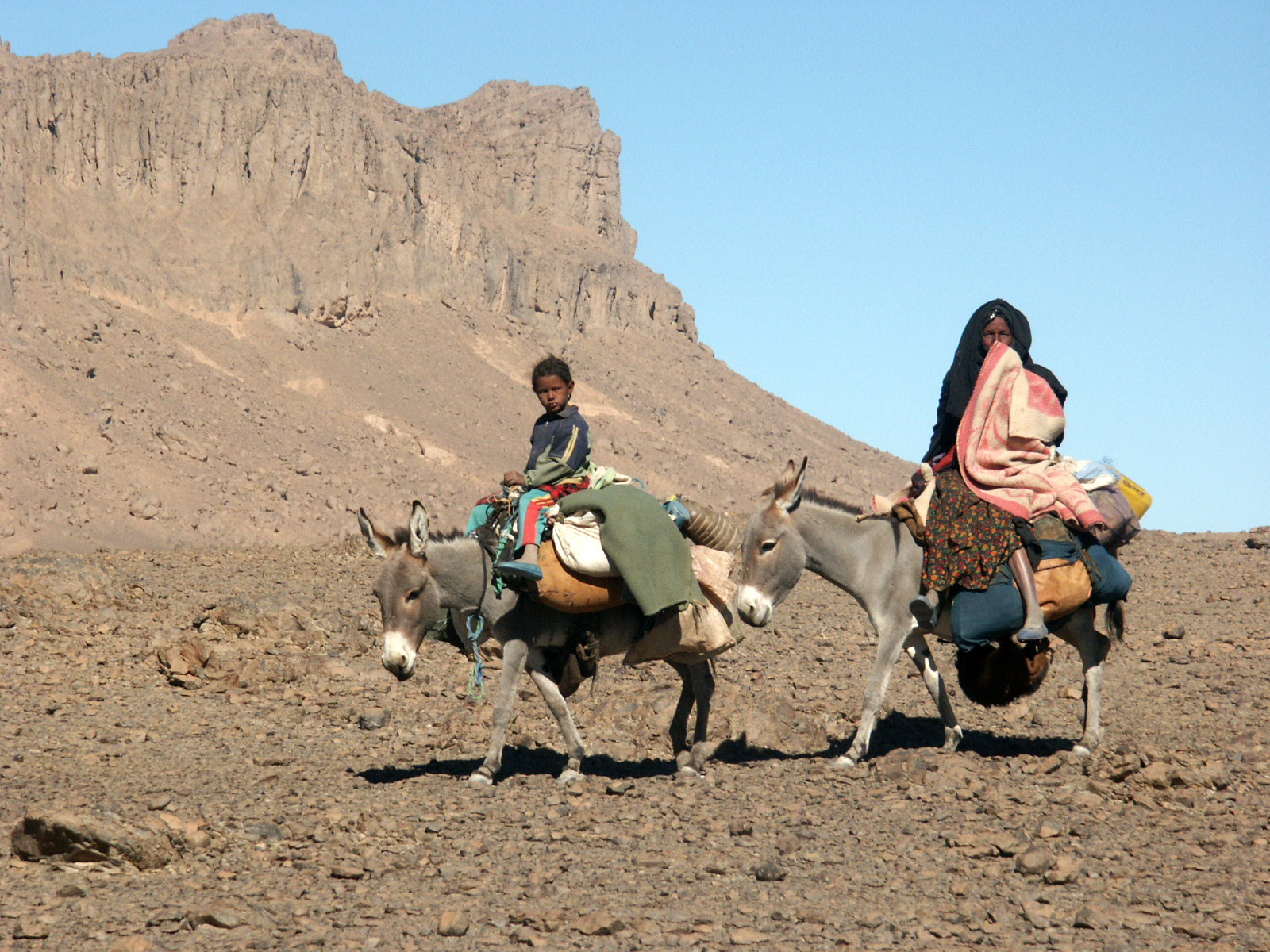
阿尔及利亚南部的图阿雷格游牧民

在尼泊尔喜马拉雅的中部山区，生活在海拔高度2,000米以上的人们实行移牧和游牧，这是因为陡峭的山坡、较低的温度和有限的灌溉条件使得定居的农业无法达到足够的生产力。夏季牧场和冬季牧场之间的距离可能很短，例如在博克拉附近，海拔约800米的山谷不到20公里。可以从安纳布尔纳峰喜马拉雅山下方的高山牧场出发，或者距离可以达到100公里或更长。例如，在博克拉附近，海拔约800米的山谷距离安纳布尔纳峰下方的高山牧场不到20公里。
在博克拉以西100公里的拉布蒂專區，西马嘉族带领他们的牧群在印度稍北的冬季牧场和道拉吉里峰南坡的夏季牧场之间迁徙。在尼泊尔西部偏远地区，居住在多尔波和北部其他山谷的藏族在冬季带领牧群迁徙至西藏雅鲁藏布江上游平原。
游牧的萨米人是芬兰、瑞典、挪威的北部和俄罗斯科拉半岛的原住民，他们实行以驯鹿为基础的移牧生活。在14和15世纪，驯鹿的数量减少到萨米人无法仅依靠狩猎生活，一些按照家庭血统组织起来的萨米人成为了驯鹿的牧民。每个家庭都有其传统领地，每个季节大约在同一时间在此放牧。在过去的一个世纪中，只有小部分萨米人仍依靠驯鹿放牧生活。与欧洲其他地区一样，移牧现象正在消亡。
西班牙的梅斯塔荣誉会是移牧从业者同业公会，在中世纪卡斯蒂利亚王国的经济和政治方面一度非常重要。梅斯塔对小农作出限制，以便保证穿行山谷的牧群的通行权。
乍得的札加瓦人等民族过着游牧生活，北边的埃及和利比亚也有游牧的贝都因人。

## 游牧人口的减少
1920年，伊朗人口中有四分之一为游牧民，从1920至2008年该比例逐渐减少。20世纪60年代，游牧部落的牧场被收归国有。根据UNESCO的数据，1963年伊朗全国的2100万人口中有200万游牧人口，即占比9.5%；尽管20世纪伊朗的游牧人口经历了大幅减少，但今天伊朗依然是全世界游牧人口数量最大的国家之一，7000万人口中有150万人游牧。
哈萨克斯坦传统上主要的农业活动是游牧。斯大林时期苏联农业集体化政策遭遇了大规模反抗，造成大量损失，许多牲畜被没收。哈萨克斯坦牛的数量从700万下降至160万，绵羊数量从2200万下降至170万。1932年苏联大饥荒造成了150万死亡，即当时哈萨克斯坦人口总数的4%以上。
20世纪50和60年代，中东地区的大量贝都因人开始脱离传统的游牧生活，定居在城市里。埃及和以色列的政策、利比亚和波斯湾的石油生产，以及对更高的生活水平的期望，有效地使大多数贝都因人成为各国的定居公民，而非不受国境线约束的游牧民。一个世纪以前，游牧的贝都因人仍占所有阿拉伯人的10%，而今天这一比例仅为1%。
毛里塔尼亚于1960年独立之时还基本上是一个游牧社会。20世纪70年代早期的萨赫勒旱灾给这个85%的居民为游牧民的国家带来了巨大的社会问题。今天该国仅有15%为游牧人口。
苏联入侵阿富汗之前，阿富汗约有200万游牧的古支人；大多数专家认为到2000年这一数量已极大下降，可能降低了一半。严重的旱灾在一些地区摧毁了80%的牲畜。
由于不稳定的降雨和泛滥的沙漠蝗蟲，尼日尔在2005年遭遇了严重的粮食危机。在尼日尔1200万人口中占20%的游牧民族如图阿雷格人和富拉尼人在粮食危机中遭受了沉重打击。马里的游牧民同样受到了波及。